# Arnold van Houdt
A.J. (Arnold) van Houdt (Berlicum, 1935 – 19 november 2023) was een Nederlands politicus van het CDA.

## Levensloop
Hij was werkzaam bij het Instituut Ziektekostenvoorzieningen Ambtenaren (IZA) Noord-Brabant, voor hij in april 1981 de burgemeester van Vessem, Wintelre en Knegsel werd. In januari 1988 volgde zijn benoeming tot burgemeester van Bladel en Netersel. Op 1 januari 1997 fuseerde die gemeente met de gemeente Hoogeloon, Hapert en Casteren tot de nieuwe gemeente Bladel waarmee zijn functie kwam te vervallen.
A.J. van Houdt overleed in 2023.